# Nothoprocta perdicaria perdicaria
La perdiz chilena del norte o inambú chileno del norte (Nothoprocta perdicaria perdicaria) es la subespecie nortina de un ave de la familia de los tinámidos: la Perdiz chilena o inambú chileno. Al igual que otras especies de esta familia, es conocida vulgarmente con el nombre de perdiz dada su similitud muy superficial con la perdiz europea.
Habita en valles y matorrales de altura del centro de Chile.

## Etimología
Crypturellus, en idioma griego, significa cola pequeña escondida.

## Taxonomía y distribución
El inambú chileno del norte fue descripto en 1830 por Heinrich von Kittlitz, basándose en un ejemplar capturado en los alrededores de la ciudad de Valparaíso, en el centro de Chile. 
Es la raza nominal, la cual se distribuye en las praderas semiáridas del centro-norte de Chile, desde el valle del Huasco en la región de Atacama, Coquimbo, Valparaíso, Santiago, O'Higgins, Maule, y en el norte de la Región del Biobío en la provincia de Ñuble.

## Descripción
La perdiz chilena del norte posee unos 30 cm de longitud. Sus partes superiores son de color marrón oliva a grisáceo con barras oscuras y rayas pálidas; su garganta es blanca, el pecho es grisáceo con la línea media blanquizca, y el vientre ahumado. Su pico es de color marrón y sus patas son de color amarillo a marrón.
Se diferencia de la raza del sur por ser esta última más oscura, por mostrar en su pecho un color rufo oscuro con tintes aleonados por el centro, y porque las barras dorsales son más rojizo-amarronadas.

## Comportamiento
Vive sola, en pareja, o en pequeños grupos, pero nunca en bandadas.
Su alimento se compone de semillas e insectos.

## Nidificación
Construye en el suelo un nido hecho de pasto y forrado con algunas plumas, generalmente bajo la maleza o arbustos.La hembra pone de 5 a 12 huevos de forma ovalada, y de un brillante y uniforme color chocolate, midiendo en promedio 49 mm. por 35 mm. El macho incuba los huevos alrededor de 21 días y luego también cuida de los polluelos. Él tapa los huevos con plumas en los momentos que se aleja del nido. Los polluelos son de color marrón claro con rayas oscuras; pueden correr poco después de la eclosión.

## Hábitat
La perdiz chilena del norte se encuentra en valles y matorrales de altura en altitudes desde los 400 a los 2000 m s. n. m. Prefieren los terrenos secos en especial los trigales. También habita en bosques áridos, en asociación con árboles como el espino, Porlieria chilensis, y la palmera chilena.

## Conservación
La UICN clasifica esta perdiz como de Preocupación menor, con un rango de ocurrencia de 120 000 km².